# Toboliu
Toboliu – wieś w Rumunii, w okręgu Bihor, w gminie Toboliu. W 2011 roku liczyła 957 mieszkańców.